# Kampioenschap van Vlaanderen 1970
Il Kampioenschap van Vlaanderen 1970, cinquantacinquesima edizione della corsa, si svolse il 17 settembre 1970 su un percorso di 150 km, con partenza e arrivo a Koolskamp. Fu vinto dal belga Noël Vanclooster della Hertekamp-Magniflex davanti ai suoi connazionali Jean-Pierre Monseré e Herman Vrijders.

## Ordine d'arrivo (Top 10)
| Pos. | Corridore            | Squadra             | Tempo    |
| ---- | -------------------- | ------------------- | -------- |
| 1    | Noël Vanclooster     | Hertekamp-Magniflex | 3h38'00" |
| 2    | Jean-Pierre Monseré  | Flandria-Mars       | s.t.     |
| 3    | Herman Vrijders      | Geens-Watney        | a 5"     |
| 4    | Etienne Buysse       | Hertekamp-Magniflex | a 10"    |
| 5    | Walter Planckaert    | Geens-Watney        | a 20"    |
| 6    | Eric Leman           | Flandria-Mars       | s.t.     |
| 7    | Eddy Merckx          | Faemino-Faema       | s.t.     |
| 8    | Daniel Van Ryckeghem | Mann-Grundig        | s.t.     |
| 9    | Fernand Hermie       | Faemino-Faema       | s.t.     |
| 10   | Daniel Verplancke    | Flandria-Mars       | s.t.     |